# Тереза Мекленбург-Штреліцька
Тереза Матильда Амалія Мекленбург-Штреліцька також Тереза Матильда Амалія Мекленбург-Штреліцька (нім. Therese Mathilde Amalia Herzogin zu Mecklenburg [-Strelitz], 5 квітня 1773 — 12 лютого 1839) — принцеса Мекленбург-Штреліцька, донька великого герцога Мекленбург-Штреліцького Карла II та принцеси Фредеріки Гессен-Дармштадтської, дружина князя Карла Александра Турн-унд-Таксіса.
Активно займалася політикою та була господаркою відомого літературного салону.

## Біографія
Тереза народилася 5 квітня 1773 року у Ганновері. Вона була четвертою дитиною та третьою донькою в родині принца Карла Мекленбурзького, який носив титул принца Міроу, та його першої дружини Фредеріки. Мала старшу сестру Шарлотту та брата Георга, який помер немовлям за місяць після її народження. Ще одна сестра, Кароліна, пішла з життя, коли матір була вагітна Терезою. Згодом сім'я поповнилася ще шістьма дітьми, з яких вижило троє.
Батько від 1776 року займав посаду ганноверського генерал-губернатора і був фактичним правителем тієї місцевості. Матір померла, коли Терезі виповнилося 9 років. Батько невдовзі оженився вдруге на рідній сестрі першої дружини, Шарлотті, яка за рік після весілля померла при пологах. Вихованням дітей надалі займалася бабуся з материнського боку, Луїза Лейнінгенська, до якої Карл перевіз їх до Дармштадту. За свідченнями сучасників, усі дівчата успадкували красу та мудрість матері і були бажаними нареченими при дворах Європи.
У 1786 році 13-річна Тереза познайомилася із спадкоємним принцом дому Турн-унд-Таксіс Карлом Александром, який знаходився у своєму освітньому «Гранд турі» Європою і завітав до Дармштадту. І, хоча принцеса призначалася у дружини кронпринцу Британії, батько Карла Александра попросив її руки для сина у її тітки, королеви Шарлотти. Принц Турн-унд-Таксіс був молодим та багатим і вважався доброю партією, хоча й був католиком. За посередництва Шарлотти та короля Георга III укладання шлюбу було узгоджене, окремим пунктом було оговорене збереження Терезою протестантського віросповідання.
Весілля відбулося 25 травня 1789 року в Нойштреліці. Нареченій незадовго перед цим виповнилося 16 років, наречений був на три роки старшим від неї. У подружжя народилося семеро дітей: Сімейство мешкало у палаці Турн-Таксісів у Франкфурті-на-Майні. Тереза від самого початку шлюбу взяла на себе представницькі функції. Згодом вона підключилася до керування будинком, маєтками та поштою. Мала також відомий літературний салон. Змальовували її як дуже красиву жінку, яка відрізнялася волею та інтелектом.

У 1794 році батько Терези успадкував після смерті бездітного брата Мекленбург-Штреліцьке герцогство.

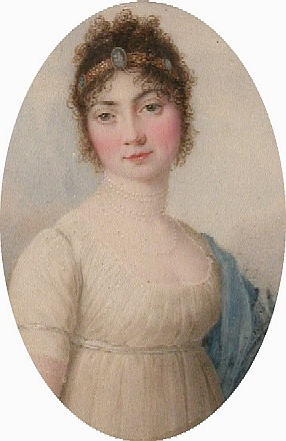
Тереза Турн-унд-Таксіс на мініатюрі Карло Ресталліно, 1800

У 1797 князь Карл Ансельм Турн-унд-Таксіс зрікся своїх посад при дворі та залишив керівництво поштою. Карл Александр таким чином зайняв його місце та із родиною переїхав до Регенсбургу. Після прибуття Терези до нового замку почалися її суперечки із бенедиктинськими ченцями, чий монастир займав частину палацу, через відправку протестантських служб у каплиці. Відносини князівської родини із церквою через це значно погіршилися.
У 1803 році до володінь Турн-унд-Таксісів додалися абатства Марштал, Нересгейм та Бухау, які були секуляризовані, а також однойменне вільне місто. До земель родини входило також графство Вальдбург-Фрідберг-Шеєр, Однак, у 1806 самі володіння Турн-унд-Таксісів були поділене в ході медиатизації між Баварським і Вюртемберзьким королівствами. Позиції пошти Турн-Таксісів також слабли, і вона в ході військових дій у Священній Римській імперії збереглася лише у мілких південних та середньонімецьких князівствах.
Карл Александр до цього часу вже став правлячим князем, і Тереза, аби вберегти привілеї родини, активно включилася у політику. Вона вела переговори із королем Пруссії Фрідріхом Вільгельмом III та королем Баварії Максиміліаном I, а також єпископом Регенсбургу Карлом Дальбергом. Зустрічалася із Наполеоном у 1807 році. Представляла родину Турн-унд-Таксіс на Ерфуртському конгресі.
Однією з причин політичної активності княгині було апатичне ставлення до політики її чоловіка, який віддавав перевагу полюванню перед державними справами. Їхній шлюб також переживав кризу. В цей час Тереза закохалася у баварського дипломата Максиміліана-Емануеля фон Лерфенхельда і народила від нього п'ятьох дітей. Як ставився до захоплення дружини Карл Александр невідомо.
У 1809 році Тереза виїхала до Парижу, аби продовжити перемовини із Наполеоном. Вона наполягала на відміні медіатизації їхніх земель та укріпленні позицій пошти і навіть пропонувала перенести резиденції дому до Парижу. Проте досягти успіху їй не вдалося.

Більш пощастило княгині на Віденському конгресі у 1815 році. Пошта була відновлена окремим актом у 21 суб'єкті Німецького союзу, причому за окремими урядами визнано було право викуповувати у будинку Турн-унд-Таксіс поштову монополію. І хоча медіатизація зберегла силу, Турн-Таксіси вибороли право надалі йменуватися князьями. До 1823 року до їхніх земель абатства Святого Еммерама додалися володіння у Польщі та Богемії.

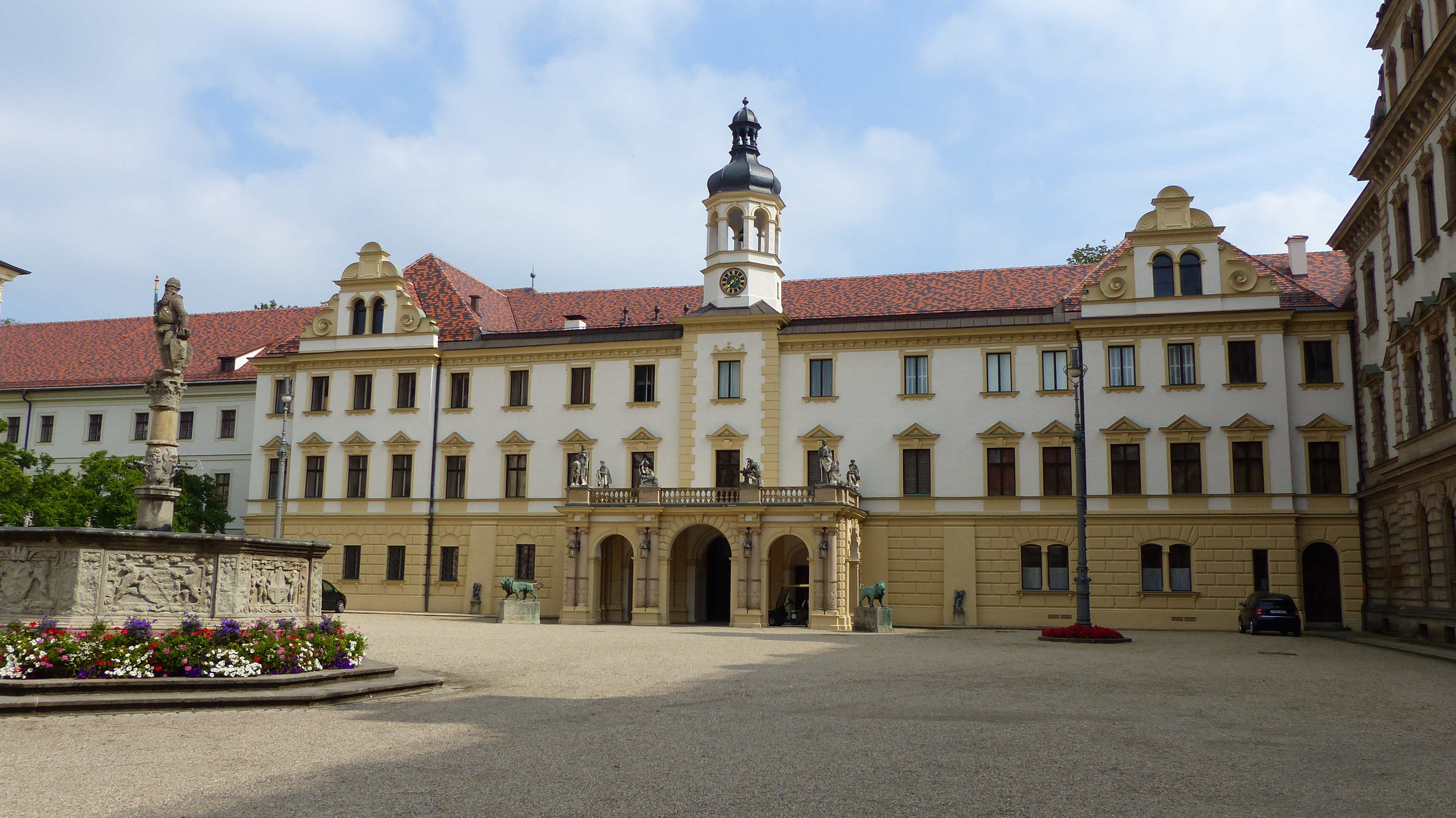
Регенсбурзький замок

У липні 1827 року помер Карл Александр. Після його смерті Тереза оселилася у замку Таксісів поблизу Дішингена, і допомагала порадами сину, який став головою пошти Турн-унд-Таксіс. Досуг заповнювала мистецькими та науковими інтересами, збирала колекцію графіки, мала велику бібліотеку. Коли княгині виповнилося 60 років, її портрет було замовлено Йозефу Карлу Штілеру. На ньому Тереза зображена із великим намистом з перлів у три нитки із застібкою з бірюзи та алмазів.
Пішла з життя у замку Таксісів 12 лютого 1839 року. Її поховали у крипті каплиці Святого Еммерама Регенсбурзького замку.

## Родина

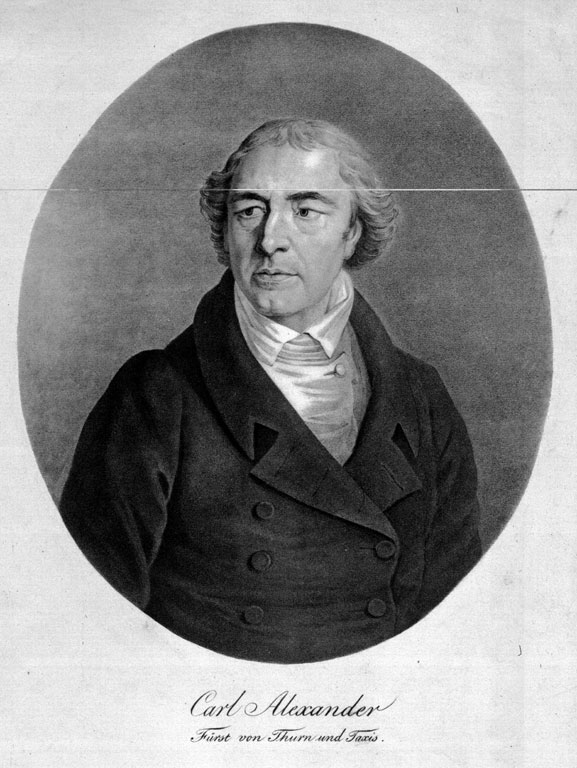
Карл Александр Турн-унд-Таксіс

Чоловік — Карл Александр, князь Турн-унд-Таксіс
Діти:
- Шарлотта (24 березня—22 жовтня 1790) прожила 7 місяців;
- Георг Карл (1792—1795) прожив 3 роки;
- Марія Терезія (1794—1874) — дружина князя Естергазі Пауля Антона, мала сина та двох доньок;
- Луїза Фредеріка (29 серпня—1 грудня 1798) — прожила 3 місяці;
- Марія Софія (1800—1870) — дружина герцога Пауля Вільгельма Вюртемберзького, мали єдиного сина;
- Максиміліан Карл (1802—1871) — 6-й князь Турн-унд-Максіс, був двічі одруженим, мав численних нащадків;
- Фрідріх Вільгельм (1805—1825) одруженим не був, дітей не мав.

Коханець — Максиміліан-Емануель фон Лерфенхельд
Діти:
- Георг Адольф (1806—1865) — граф фон Штокау, був одруженим із графинею Францискою де Паулою Фюнфкірхен,[7] мав п'ятеро дітей;[1]
- Максиміліан (1807—1845) — граф фон Штрака, був одруженим із Кароліною Магдаліною де Дрьо;[8]
- Еліза Тереза (1807—1875) — сестра-близнючка Максиміліана, дружина Фрідріха Гутеманна;[9]
- Амалія (1808—1888) — дружина барона Александра Крюденера, а після його смерті — генерал-губернатора Фінляндії Миколая Адлерберга,[10] мала двох синів від двох шлюбів.
- Тереза Луїза (1809—1872) — дружина Конрада Швенка.[11]

## Титули
- 5 квітня 1773—25 травня 1789 — Її Світлість Герцогиня Тереза Мекленбург-Штреліцька
- 25 травня 1789—13 листопада 1805 — Її Світлість Спадкоємна Принцеса Тун-унд-Таксіс
- 13 листопада 1805—28 червня 1815 — Її Світлість Княгиня Тун-унд-Таксіс
- 28 червня 1815—15 липня 1827 — Її Високість Княгиня Тун-унд-Таксіс
- 15 липня 1827—12 лютого 1839 — Її Високість Вдовіюча Княгиня Тун-унд-Таксіс